# Cabo Vírgenes

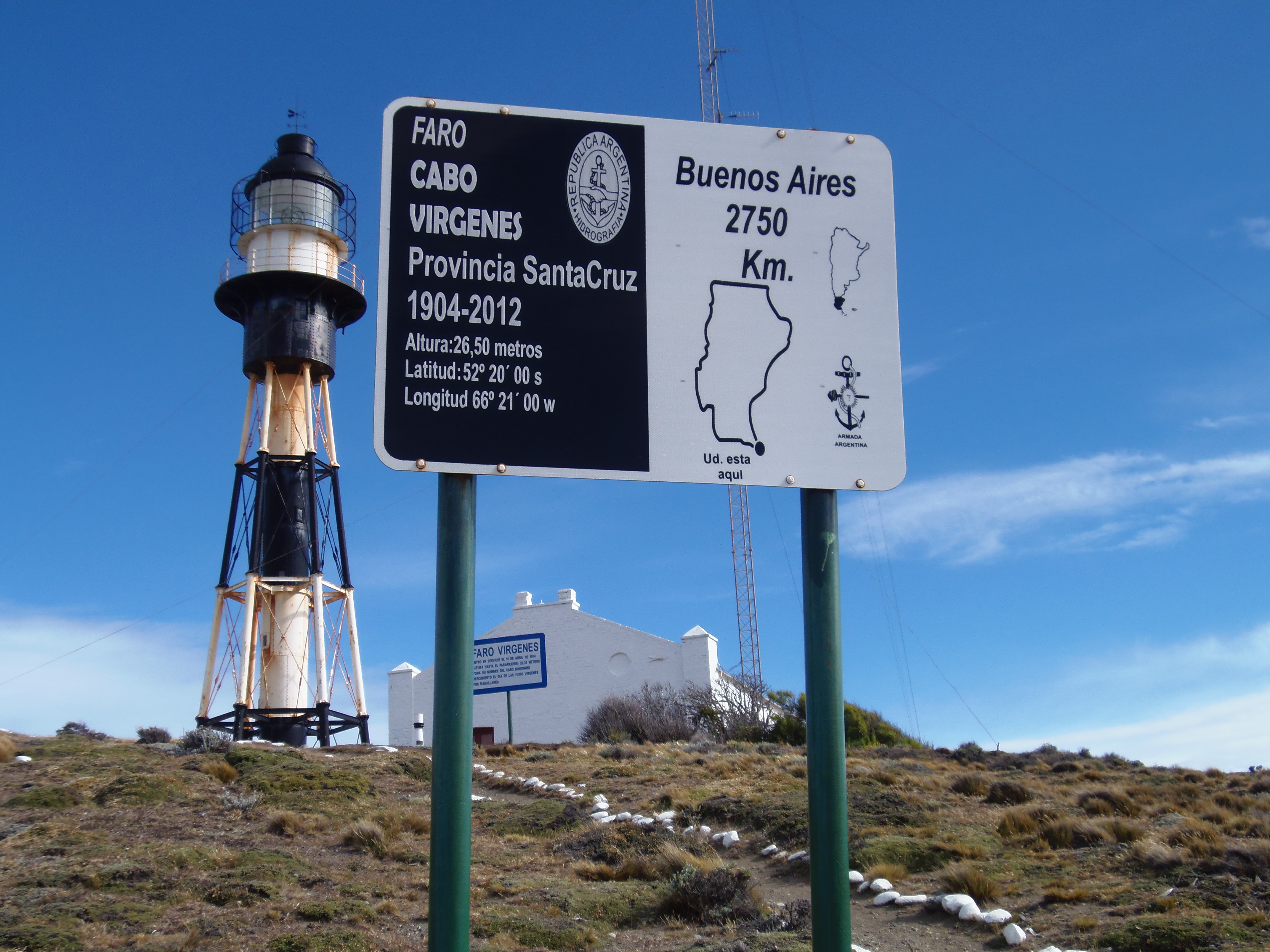
Leuchtturm am Kap

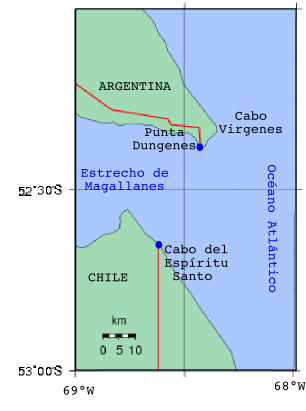
Karte

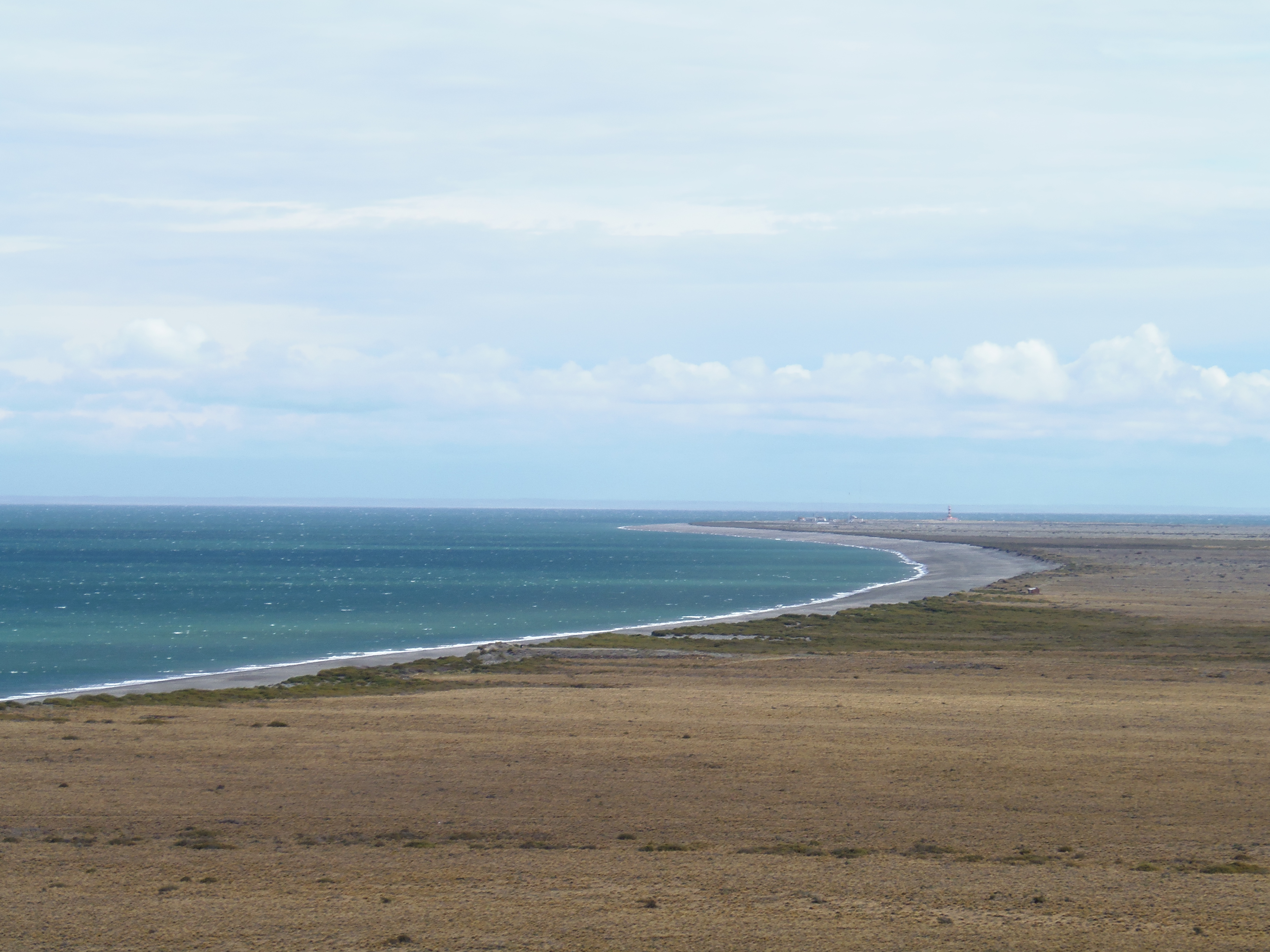
Cabo Vírgines

Cabo Vírgenes („Kap der Jungfrauen“; „Jungfernkap“ bzw. „Kap der Elftausend Jungfrauen“) ist ein Kap im Südosten von Patagonien, Argentinien, das den östlichen Eingang zur Magellanstraße markiert. Es befindet sich in der Provinz Santa Cruz, ca. 130 km von der Stadt Río Gallegos entfernt. Im Südwesten liegt Punta Dungeness, der südlichste Punkt des argentinischen Festlands an der chilenischen Grenze. Gegenüber liegt das Cabo del Espíritu Santo (Kap des Heiligen Geistes) auf Feuerland.
Das Kap der Jungfrauen wurde am 21. Oktober 1520 von Ferdinand Magellan umrundet, der den Weg vom Atlantik zum Pazifik entdeckte. Da dies am Tag der heiligen Ursula geschah, benannte er das Kap nach der Legende der elftausend Jungfrauen, die Ursula begleiteten. 1584 gründete Pedro Sarmiento de Gamboa die Siedlung Ciudad del Nombre de Jesús (Stadt des Namens Jesu), deren Bewohner innerhalb von drei Jahren verhungerten, was dem Ort den Namen Puerto del Hambre (Hafen des Hungers) einbrachte. Während des Goldrausches im späten 19. Jahrhundert wurde das Kap kurzzeitig wieder besiedelt.
Im April 1904 wurde auf dem Kap ein 26 m hoher Leuchtturm errichtet. Das Kap ist der Nullpunkt der Ruta Nacional 40, der längsten Straße Argentiniens, die nach La Quiaca an der Grenze zu Bolivien führt. 1986 wurde das Gebiet um das Kap mit einer Fläche von 1 230 Hektar zum Naturschutzgebiet erklärt. In den umliegenden Gewässern können zahlreiche Südkaper (eine Walart aus der Familie der Glattwale) beobachtet werden.